# Андорра на зимних Олимпийских играх 2002
Андорра принимала участие в Зимних Олимпийских играх 2002 года в Солт-Лейк-Сити (США), но не завоевала ни одной медали. Всего участвовало три спортсмена, все в горнолыжном спорте, Алекс Антор, Виктор Гомес и Вики Грау.

## Результаты

### Горнолыжный спорт
Мужчины
| Спортсмен    | Дисциплина        | 1-й спуск | 2-й спуск | Итог    | Итог  |
| Спортсмен    | Дисциплина        | Время     | Время     | Время   | Место |
| ------------ | ----------------- | --------- | --------- | ------- | ----- |
| Виктор Гомес | Гигантский слалом | 1:17.83   | 1:15.50   | 2:33.33 | 39    |
| Алекс Антор  | Гигантский слалом | 1:16.66   | 1:14.73   | 2:31.39 | 36    |
| Алекс Антор  | Слалом            | 54.57     | DNF       | DNF     | -     |

Женщины
| Спортсменка | Дисциплина        | 1-й спуск | 2-й спуск | Итог    | Итог  |
| Спортсменка | Дисциплина        | Время     | Время     | Время   | Место |
| ----------- | ----------------- | --------- | --------- | ------- | ----- |
| Вики Грау   | Гигантский слалом | 1:21.24   | DNF       | DNF     | -     |
| Вики Грау   | Слалом            | 58.13     | 57.03     | 1:55.16 | 24    |